# Japon aux Jeux olympiques d'hiver de 2002
Le Japon est représenté par 103 athlètes aux Jeux olympiques d'hiver de 2002 à Salt Lake City.

## Médailles

### Argent
- Hiroyasu Shimizu en 500 m homme (Patinage de vitesse)

### Bronze
- Tae Satoya en bosses femme (Ski acrobatique)